# Same Limani – Žarnoski
Same Limani – Žarnoski (mak. Саме Лимани - Жарноски) je makedonski pjesnik. Rođen je 1935. godine u selu Žirovnici. Završio je učiteljsku školu. Radio je kao nastavnik makedonskog jezika u Žirovnici. Od 1971. godine je član Društva makedonskih pisaca.